# محمد ادریس سنوسی
محمد ادریس سنوسی (به عربی: محمد إدريس السنوسي) اولین و تنها پادشاه لیبی بود که از سال ۱۹۵۱ تا ۱۹۶۹ میلادی سلطنت کرد. او همچنین رهبر گروه اسلامی سنوسیه بود.
لیبی در سال ۱۹۵۱ استقلال خود را از ایتالیا به دست آورد و ادریس سنوسی با عنوان ملک ادریس یکم و با حمایت بریتانیا پادشاه لیبی شد. در سال ۱۹۵۵ و با کشف نفت در لیبی و اعطای مجوز برداشت به شرکت‌های نفتی خارجی، درآمد زیادی عاید خانواده سلطنتی و اطرافیان آن‌ها شد. همین مسئله سبب بروز فساد در دستگاه اداری کشور و فاصله طبقاتی زیاد در جامعه شد.
از سوی دیگر ملک ادریس به قدرت‌های غربی و آمریکا اجازه تأسیس مراکز نظامی در لیبی داد، که از این مراکز در حمله به اعراب در جنگ با اسراییل استفاده شد؛ مسئله‌ای که سخت مورد انتقاد ملی گرایان عرب از جمله جمال عبدالناصر و طرفداران وی در لیبی گردید.
فساد در حکومت سلطنتی و ملی گرایی عربی و حس تحقیر از شکست کشورهای عربی در جنگ شش روزه اسراییل که مردم لیبی ملک ادریس سنوسی را نیز در آن مقصر میدانستند باعث شد تا زمانی که ملک ادریس برای معالجه به ترکیه سفر کرد، کودتایی به وسیله چند تن از فرماندهان نظامی با رهبری معمر قذافی صورت گرفت که نتیجه آن حذف حکومت پادشاهی و روی کار آمدن حکومت نظامی بود.
ادریس از ترکیه با کشتی به یونان و سپس به قاهره گریخت و بقیه عمر خود را در آن جا گذراند. در سال ۱۹۶۹، در دادگاه مردم لیبی که خود در آن غایب بود، به مجازات مرگ محکوم شد. او در سال ۱۹۸۳ در قاهره در گذشت و در بقیع، مدینه، عربستان سعودی دفن شد.

پرچم کشور پادشاهی لیبی

پرچم خانواده سلطنتی لیبی